# Homogenverbleiung
Homogene Verbleiung ist ein Beschichtungsverfahren, bei dem Werkstücke aus Stahl mit einer mehrere mm dicken Bleischicht versehen werden.

## Verfahrensablauf
Zunächst müssen die Werkstücke gründlich gereinigt, entfettet und in einen metallisch blanken Zustand gebracht werden. Danach wird die blanke Stahloberfläche verzinnt – das Aufbringen dieser Zwischenschicht aus Zinn ist notwendig, weil das Blei keine direkte Verbindung mit dem Stahl eingehen kann. Anschließend werden einzelne Bleistäbe nacheinander erhitzt und tropfenweise aufgeschmolzen. Das flüssige Blei verbindet sich mit der durch die Erwärmung angeschmolzenen Zinnschicht zu einem homogenen Verbund. Das Auftragen des Bleis kann in Form von parallel verlaufenden Raupen erfolgen oder großflächig durch das Eingießen in vorbereitete Hilfsformen. Bei der handwerklichen Durchführung der Homogenverbleiung muss sich die Oberfläche des Werkstücks in horizontaler Lage befinden. Mit dieser Technik lassen sich Schichtdicken von ca. 3 mm bis 20 mm erreichen. Durch Wiederholung lässt sich die Schichtdicke weiter erhöhen.

## Anwendung
Durch seine gute Beständigkeit gegen aggressive chemische Substanzen ist Blei ein interessanter Werkstoff für den chemischen Apparatebau. Andererseits ist die Festigkeit des Bleis so gering, dass sich Rohre und Behälter schon bei geringem Druck oder bei leichter mechanischer Belastung verformen würden. Durch die Homogene Verbleiung werden die jeweils günstigen Werkstoffeigenschaften des Stahls und des Bleis ideal kombiniert. Die hohe Festigkeit des Stahls und die gute Chemikalienbeständigkeit des Bleis machen es möglich, leistungsfähige Bauelemente für die chemische Industrie und Verfahrenstechnik herzustellen.